# Баштовий кран

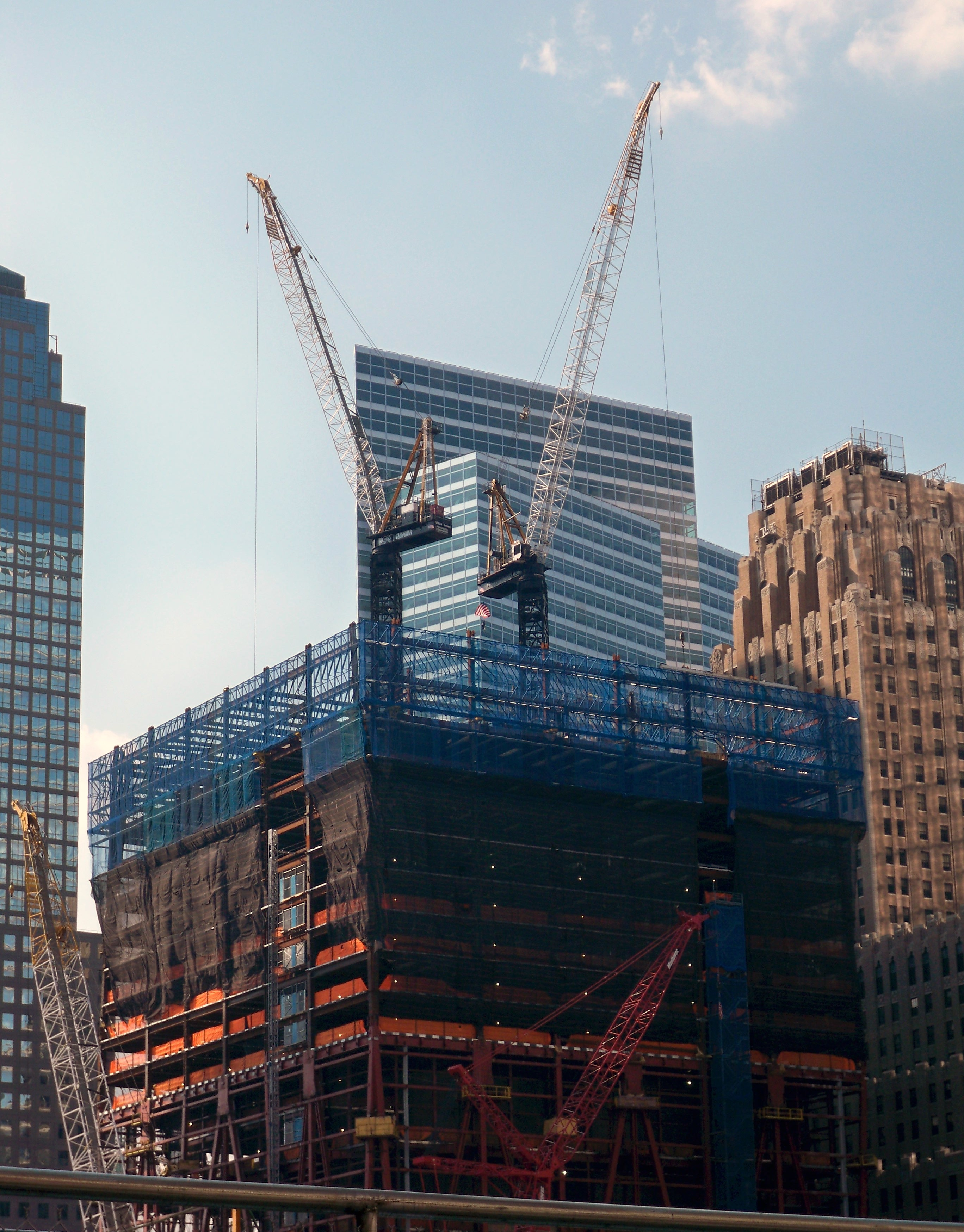
Самопідйомні крани на будівництві нового ВТЦ, Нью-Йорк

Баштовий кран (англ. Tower crane, фр. Grue à tour) — поворотний кран стрілового типу зі стрілою, закріпленою у верхній частині вертикально розташованої башти. У машинному парку пересувних кранів їх частка — близько 18%.

## Історія
Прообраз баштових кранів сучасного типу з'явився ще в 1913 році: кран, створений Юліусом Вольффом, мав поворотну платформу, розташовану у верхній частині башти. Через 15 років, в 1928 році, спроєктовано і створено перший баштовий кран з балковою стрілою, а в 1952 році — з підйомною.
Баштові крани на будівельних майданчиках країни[якої?] почали застосовувати в радянський час, в роки перших п'ятирічок. Згідно з даними Держмістпромнагляду, в Україні (станом на 1 січня 2008 року) експлуатувалося 5336 баштових кранів.

## З чого складається і принцип роботи

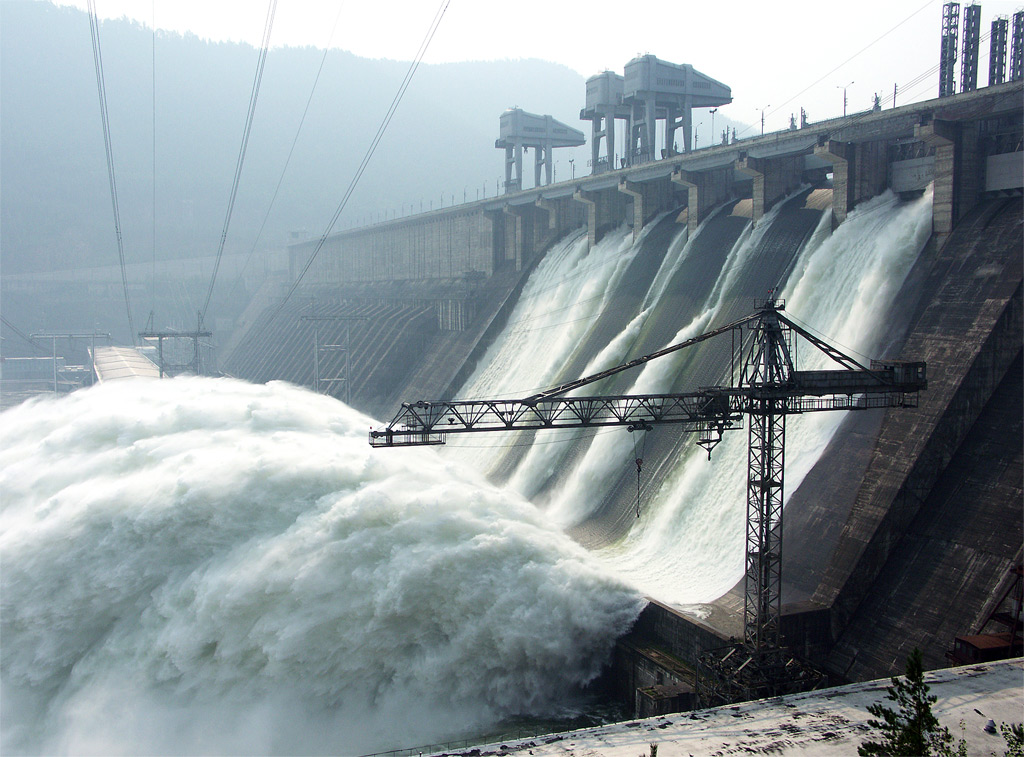
Баштовий кран для гідротехнічного будівництва

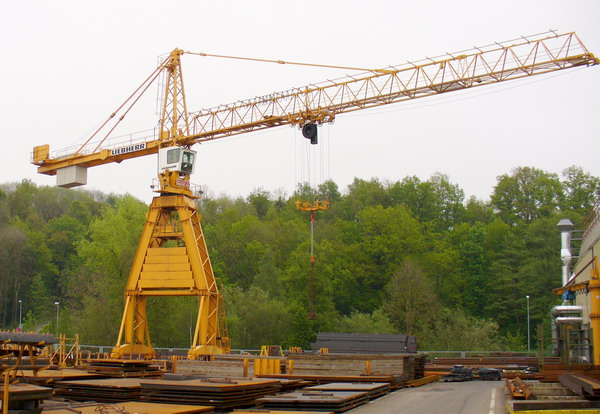
Кран-навантажувач

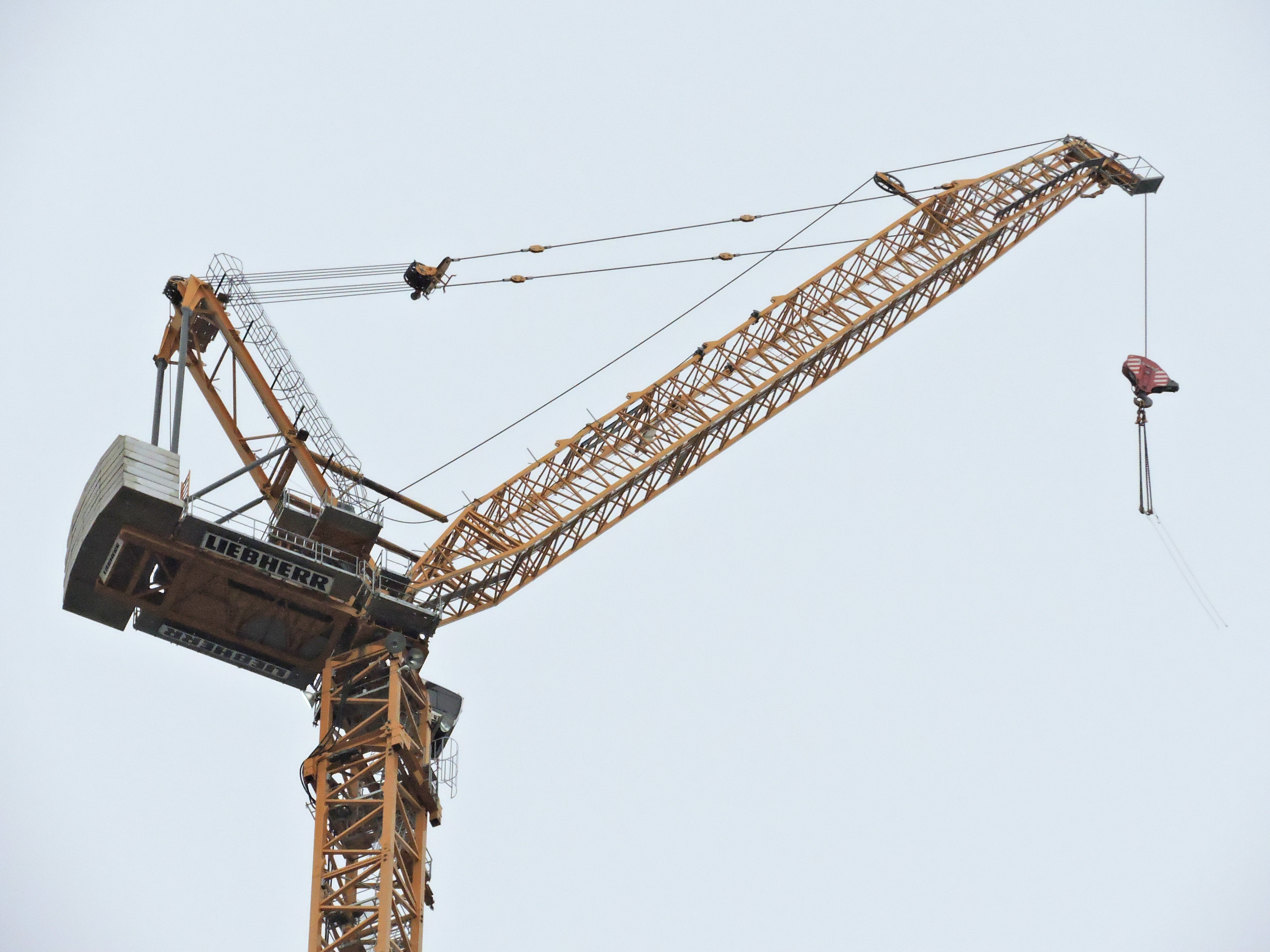
Кран «Liebherr» з маховою стрілою

Основне призначення баштового крана — обслуговувати територію будівельних майданчиків будівель і споруд, складів, полігонів, навантаження і розвантаження матеріалів з транспорту — при виконанні будівельно-монтажних і вантажно-розвантажувальних робіт.
При цьому баштовим краном робляться робочі руху: зміна вильоту, підйом стріли, поворот і пересування крана. Зміна вильоту стріли, залежно від її типу, проводиться або підйомом або опусканням стріли, або переміщенням вантажного візка уздовж стріли.
Підйом вантажів здійснюють за допомогою вантажної лебідки, вантажного каната і гакової обойми. Поворотна частина крана обертається щодо неповоротною за допомогою поворотного механізму. Вони пов'язані опорно-поворотним пристроєм (скор. ОПУ), який передає вертикальні і перекидні навантаження від поворотної частини на неповоротну — ходову раму.
Основні механізми баштових кранів оснащені спеціальними пристроями безпеки, званими обмежувачами, якими оснащені: механізм підйому вантажу, повороту крана, пересування вантажного візка і підйому стріли. Управління цими механізмами крана здійснюється кранівником з кабіни керування, яка, як правило, встановлюється у верхній частині конструкції вежі.

### Класифікація

#### Призначення
За призначенням виділяють:
- Крани загального призначення: для цивільного та промислового будівництва[5].
- Спеціальні крани: для промислового будівництва.
- Висотні крани: самопідйомні, повзучі і приставні крани[6].
- Крани-навантажувачі: для складів, баз та полігонів.

#### Можливість переміщення
По можливості переміщення розрізняють:
- Пересувні: самохідні та причіпні.
- Стаціонарні: приставні й універсальні.
- Самопідйомні: встановлюються на каркасі споруджуваного будинку.

#### Тип ходового пристрою
Як ходовий пристрій у пересувних баштових кранах застосовують:
- Автомобільні[7].
- Пневмоколісні[7].
- Гусеничні[7].
- Рейкові[7].
- Крокуючі[7].
- Шасі автомобільного типу[7].

За конструктивними особливостями, також виділяють дві групи кранів: «класичні» баштові крани (з оголовком вежі) і безоголовочні. Крім того, випускаються швидкомонтовані баштові крани, збірка яких здійснюється в мінімально короткі терміни, без верхолазних робіт та допоміжної техніки.

### Опис і конструкція
Баштовий кран складається з таких частин:
- Башта.
- Робоча стріла.
- Опорна частина.
- Опорно-поворотний пристрій.
- Кабіна управління.

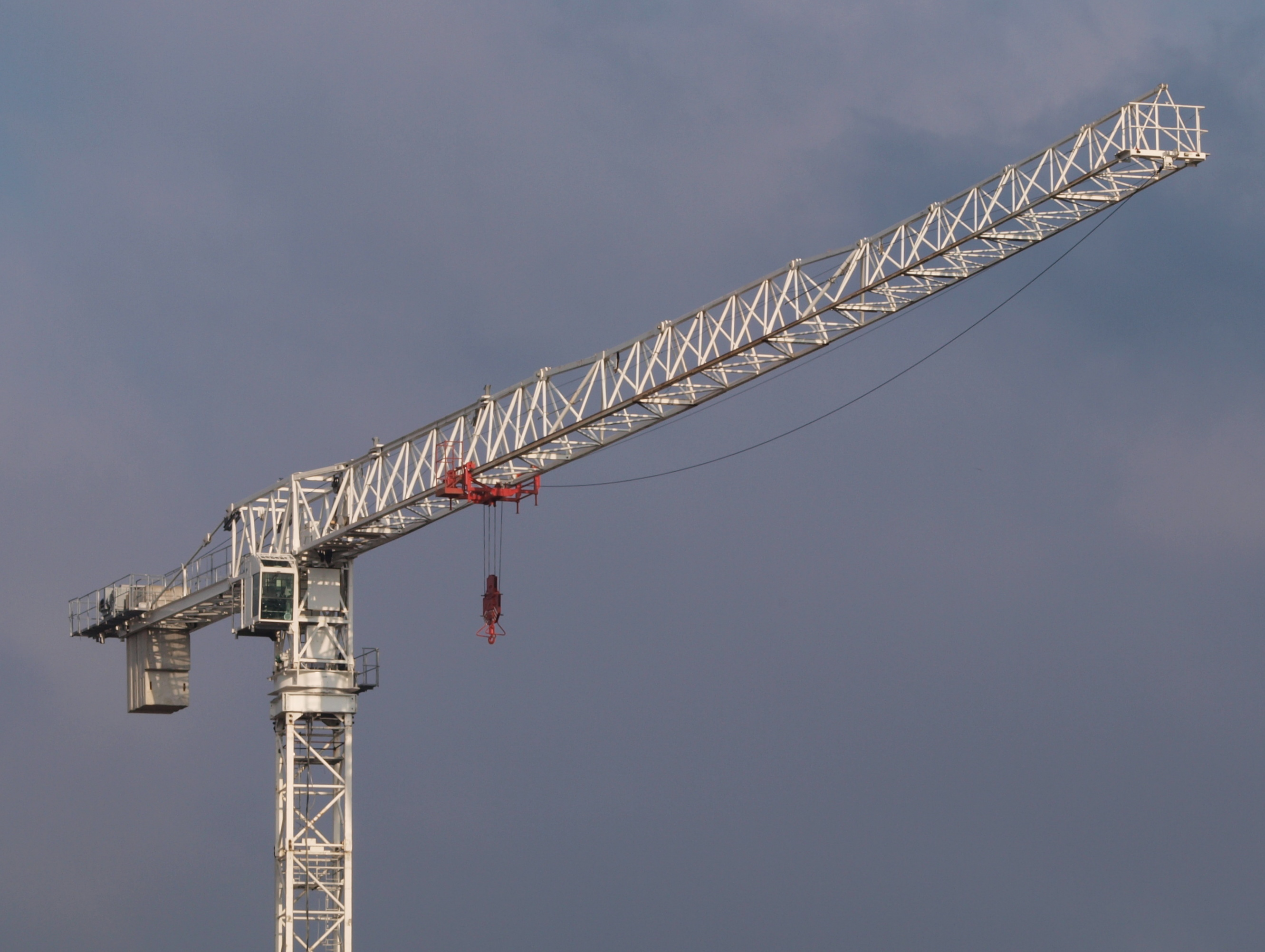
Безоголовочний баштовий кран

Для виконання основних операцій, кран оснащується відповідними механізмами: лебідками, блоками і поліспастами.
Башта крана загального призначення має або телескопічну конструкцію, або гратчасту, двох типів: поворотну і неповоротну. При великій висоті вона може бути нарощуваною (зверху) і підрощуваною (знизу). Як основний вантажозахоплювальний орган застосовується підвіска гаку. Такі крани, в основній масі, виготовляються в пересувному виконанні на рейковому полотні, а їхня конструкція дає змогу швидко здійснювати монтаж, демонтаж та подальше транспортування кранів на інший об'єкт.
Крани для висотного будівництва виконуються в приставному виконанні. Конструкція такого крана спирається на землю і на каркас будівлі, що зводиться (за допомогою відтяжок).
До кранів для висотного будівництва відносять також і самопідйомної крани, іноді звані повзучими. Кран цього типу встановлюється на конструкціях будівлі, що зводиться, а потім за допомогою власних механізмів періодично переміщується вертикально вгору (на один або кілька поверхів) — у міру зростання будівлі, що зводиться. В споруджуваних монолітних будівлях самопідйомний кран спирається на спеціальні вікна, передбачені в стінах ліфтових шахт. При зведенні збірних залізобетоних будівель, опорою для крана є осередки (металевого або залізобетонного) каркаса будівлі. Підйом крана може здійснюватися лебідкою, розташованої біля основи башти, або спеціальним гідравлічним механізмом висунення. Перевагами цього виду баштових кранів є: можливість роботи на косогорах і в обмежених умовах, а також здатність забезпечити будівництво будівлі зі складною конфігурацією (у плані) одним краном. Одним з основних обмежень такого крана (по висоті) є канатоємність лебідки, а головним недоліком — трудність демонтажу після завершення будівництва.
Крани-навантажувачі виконуються на базі і з використанням вузлів кранів загального призначення.

#### Робоча стріла

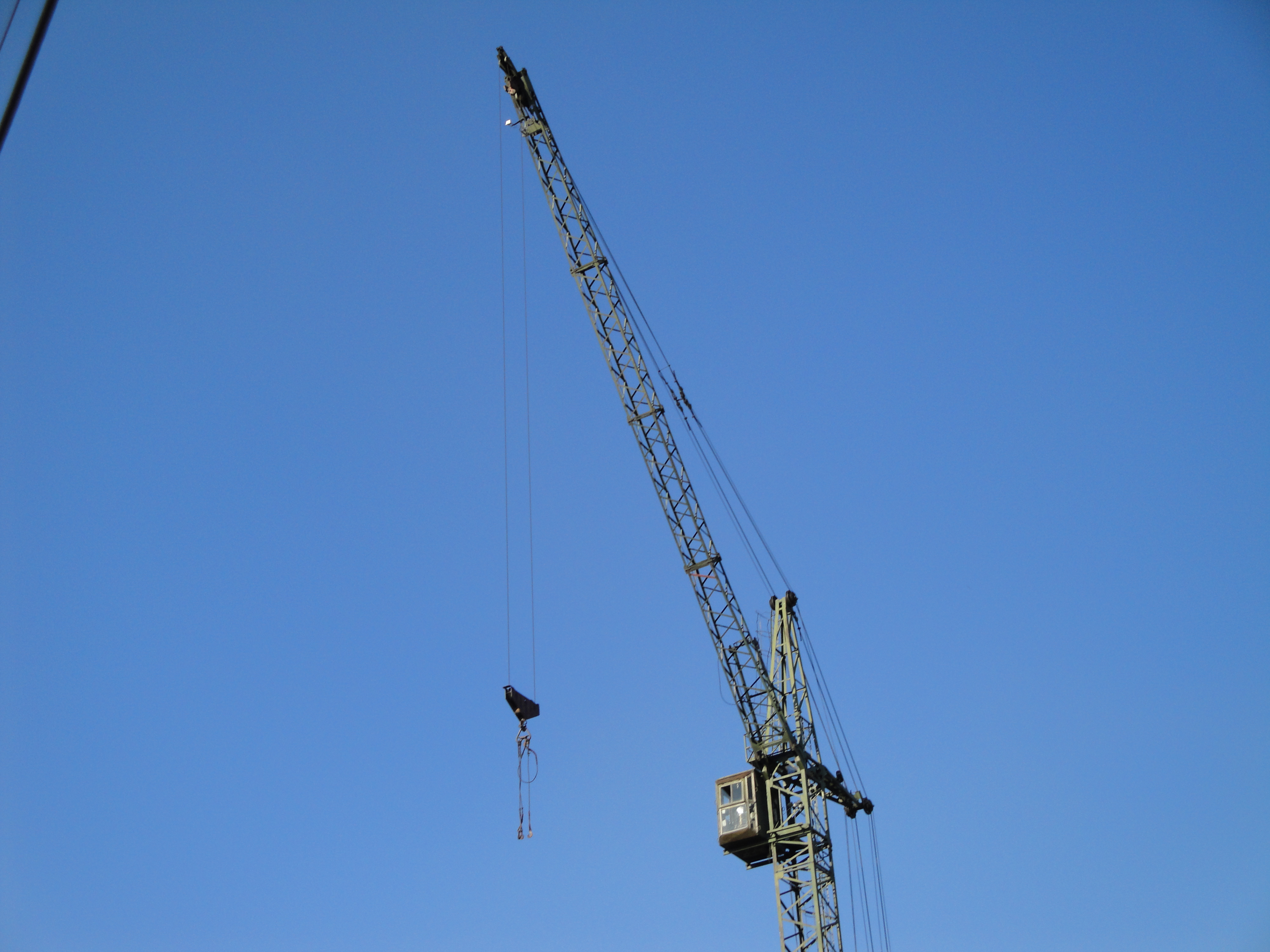
Робоча стріла

Як робоча стріла баштового крана, може бути застосована молотовидна або підвісна стріла (з жорстким розчалом з окремих тяг, або на гнучкій канатної підвісці). Конструктивно стріла може являти собою балочну, підйомну або комбіновану шарнірно-зчленовану стрілу, виконану з труб (малого чи великого діаметра), гнутого профілю або куточків. Стріли кранів виготовляються секційними, що спрощує збірку і транспортування, а також забезпечує універсальність виконань.

##### Балочна стріла
Стріла балочного типу являє собою металоконструкцію з квадратним, трикутним, або прямокутним поперечним перерізом. Стріла складається з двох поясів, по нижніх поясах якої (уздовж всієї стріли) переміщається вантажний візок. Стріла може встановлюватися або горизонтально, або під кутом (від 30 ° до 45 °). У разі встановлення під кутом, візок може бути переміщуваної уздовж поясів стріли, або жорстко закріплена на її кінці.
Виліт такої стріли змінюється шляхом переміщення візка з підвішеним вантажем по напрямних балках нерухомо закріпленої стріли.

##### Підйомна стріла
Підйомна (маневрова) стріла являє собою просторову металоконструкцію з квадратним, трикутним, або прямокутним поперечним перерізом. Конструкція прикріплена за допомогою опорного шарніра до башти. На кінці стріли розташовані блоки, які можуть бути рознесені з використанням балансира, який з'єднується з головною частиною стріли. Вантаж при цьому постійно підвішений до блоків, оснащених вантажними канатами. Стріла цього різновиду встановлюється похило до горизонту. Шляхом її переміщення з підвішеним до блоків вантажем, змінюється її виліт — на допустимий кут нахилу.
Переваги цього типу стріл: простота конструкції. У порівнянні з кранами, забезпеченими, приміром, балочними стрілами, підйомні стріли демонструють кращу маневреність в обмежених умовах і більш технологічні і зручні у виготовленні і експлуатації. При рівних же характеристиках, такий баштовий кран легше (до 20%), ніж кран з балочною стрілою.
Недоліки: при зміні вильоту, стріла не має можливості горизонтального переміщення вантажу, а горизонтальна швидкість переміщення вантажу при цьому буде невисокою і нерівномірною. Крім того, стріли цього різновиду не дозволяють охопити з одної стоянки крана всю зону обслуговування, наприклад, поблизу вежі самого крану.

##### Шарнірно-зчленована стріла
Стріла належить до типу комбінованих, має форму ламаної. Конструктивно складається з двох основних частин: основної (кореневий) і головної. Головна частина називається гуськом. Кран, оснащений такою стрілою має дві гакові підвіски. Виліт шарнірно-зчленованої стріли змінюється або підйомом всієї стріли, або сполученням рухів по підйому з подальшим переміщенням уздовж стріли вантажного візка. Стріли цього різновиду застосовуються для збільшення висоти підйому крана і вильоту гака.

#### Башта і поворотний пристрій

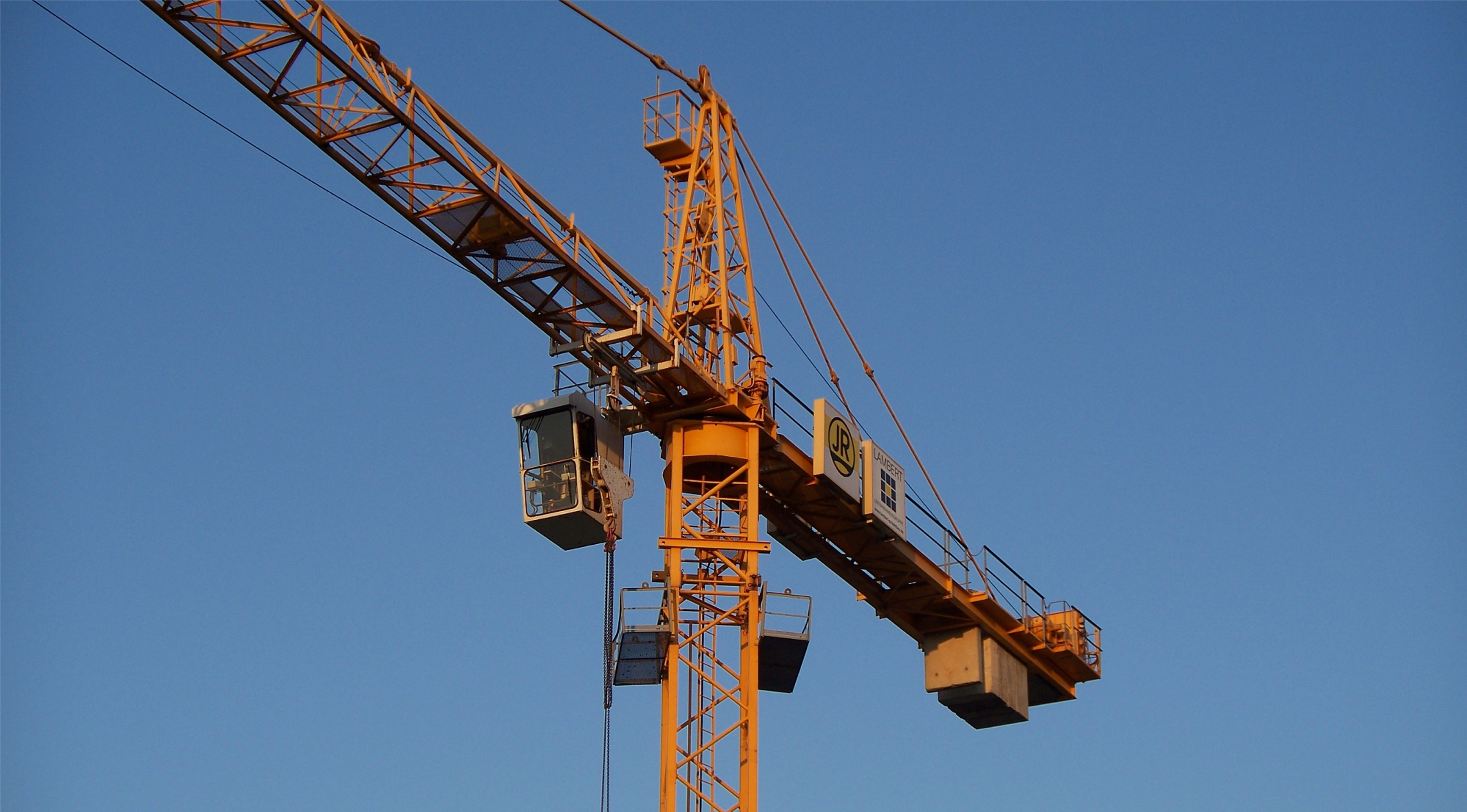
Башта крану

Башта крана являє собою телескопічну (трубчаста конструкція, виготовлена з труби великого діаметра), або гратчасту конструкцію, виконану з куточків або з труб малого діаметра.
За способом повороту, башта крана може бути верхньоповоротною (з неповоротною баштою і поворотним оголовком) і нижньоповоротною (з поворотною платформою або з поворотною баштою).
За способом збірки, вежі кранів можуть виконуватися нерозбірні, розбиратися на землі (телескопічні та складаючися), підрощувані знизу і нарощувані зверху.

##### Поворотна башта
Опорно-поворотний пристрій ніжньоповоротного крану з поворотною платформою розміщено внизу, безпосередньо на опорній частині крану або на порталі.
До поворотної частини відносяться: поворотна платформа з розміщеними на ній робочими механізмами крана — вантажною і стріловою лебідками, механізмом повороту. Крім того, на платформі встановлюються плити противаги, башта з оголовком, розпіркою і стрілою.

##### Неповоротна башта
На верхньоповоротних кранах, платформа з встановленою на ній вежею не повертається. Опорно-поворотний пристрій такого крану розміщене у верхній частині конструкції вежі. Для можливості переміщення вантажів по дузі на башті встановлений поворотний оголовок, до якого для врівноваження стріли кріпиться противовагова консоль з контрвантажем. Робочі механізми встановлені на протівоваговій консолі.
Сучасні баштові крани з неповоротною баштою володіють вантажопідйомністю більше 10 т. Збільшена вантажопідйомність і висота підйому вантажу призводять до великої загальної маси, що ускладнює створення кранів з опорно-поворотним пристроєм в нижній частині машини.
Головне достоїнство пересувних кранів з неповоротною баштою — можливість їх переобладнання в приставні крани, які є універсальними і можуть виступати як самопідйомні й пересувні — на малій висоті вони пересувні, а при її збільшенні — виступають як стаціонарні приставні.

#### Ходовий пристрій

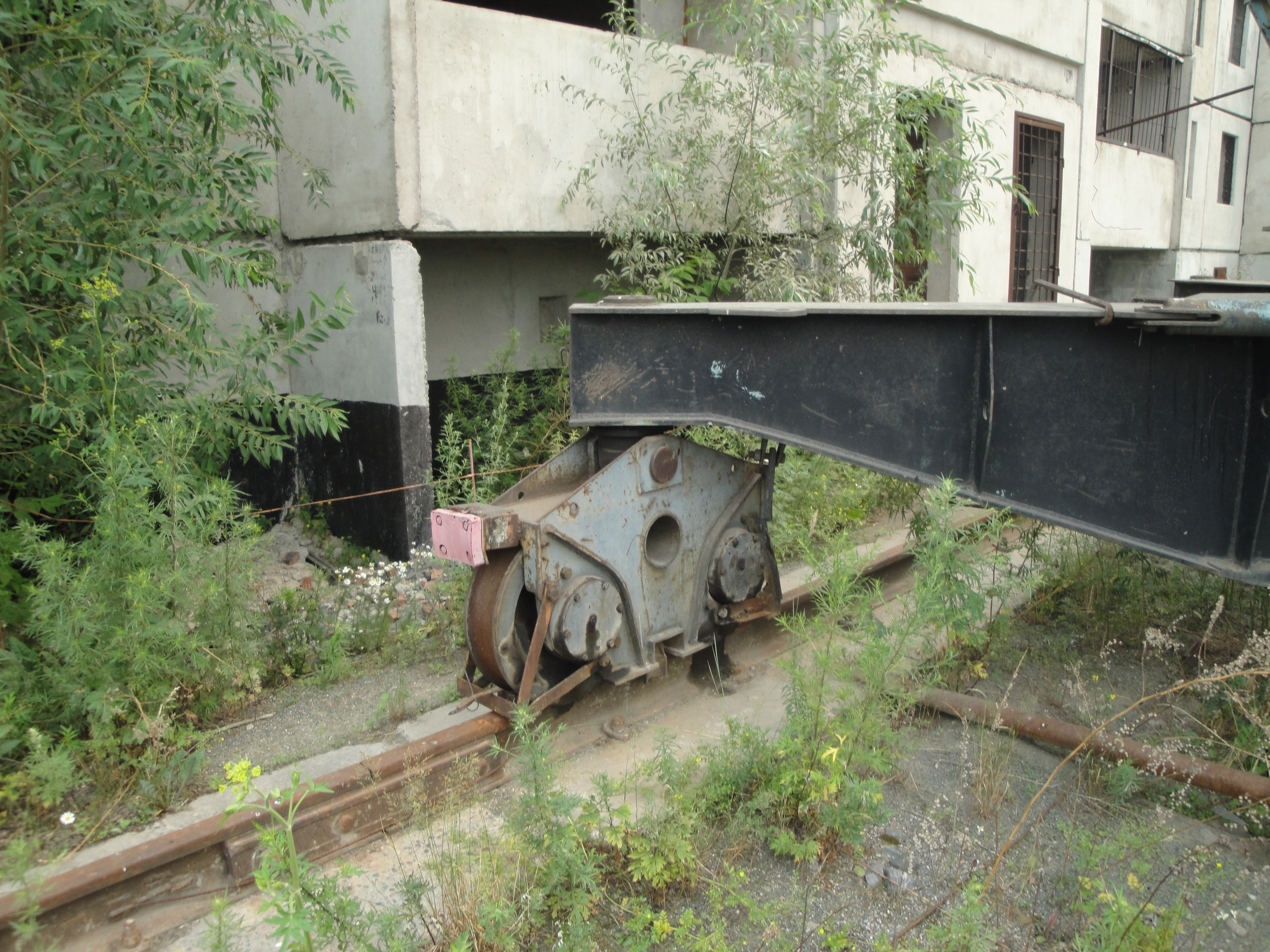
Рейковий ходовий пристрій

Приставні баштові крани не мають ходового пристрою. Переміщення пересувних баштових кранів по майданчику здійснюється за допомогою ходового пристрою, в основному, рейкового типу.
Рейковий ходовий пристрій. Являє собою спираючися на підкранові шляхи сталеві ходові колеса з ребордами, об'єднані в ходові візки. Залежно від навантаження, ходовий візок може об'єднувати від чотирьох до 32 коліс. Якщо баштовий кран має вісім (і більше) ходових коліс, то їх об'єднують за допомогою балансирів у візок, який називається балансирний. Навантаження від крана в цьому випадку рівномірно розподіляється між усіма колесами.
Ходові візки підрозділяються на приводні і неприводні (ведучі та ведені). Розташування приводних візків може бути як одностороннім (обидві на одній рейці), так і двостороннім (по діагоналі) — на різних рейках кранового шляху. У випадку двостороннього розташування візків, переміщення крана більш плавне. Однак, у двостороннього розташування є недолік: при русі по криволінійних ділянках колеса, що переміщаються по внутрішньому рельсу, пробуксовують і швидше зношуються.

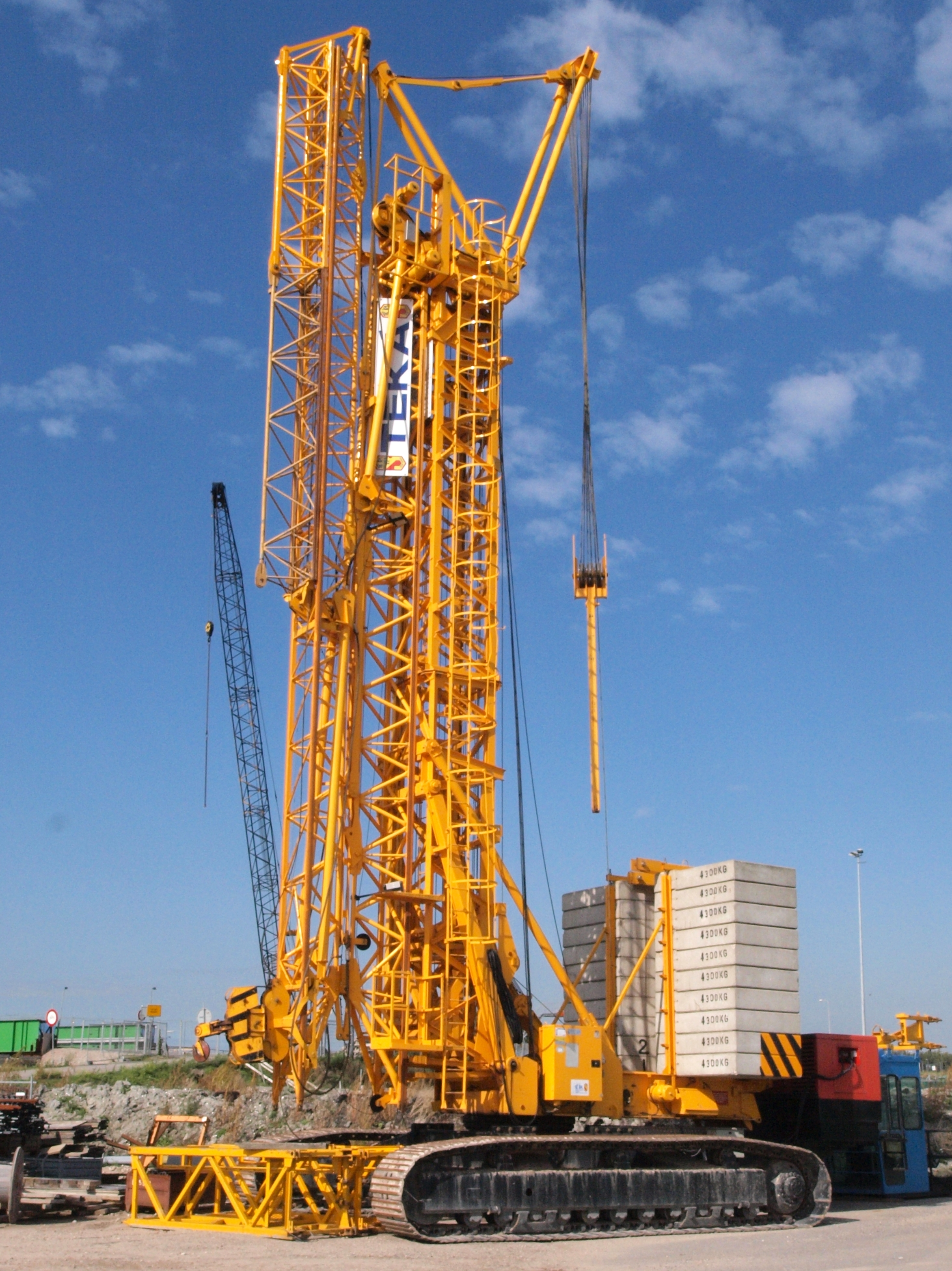
Гусеничний баштовий кран

Крокуючий ходовий пристрій. Використовується у важких баштових кранах, що працюють на слабких ґрунтах. Такий ходовий пристрій поєднує в собі як елементи рейкового ходового пристрою, так і крокуючого: опорою такого крана є циліндричний опорний башмак, з'єднаний з ходовою платформою, а для переміщення використовуються ходові колеса. Переміщення крокуючого крана полягає в поперемінної перестановці опорних частин в напрямку руху.
Пересування крокуючого крану здійснюється наступним чином:
1. Опорний башмак крану разом з ходовою платформою піднімаються над поверхнею, після чого рама пересувається вперед.
2. Ходова платформа крана опускається на поверхню, а опорний башмак знову піднімається над землею.
3. Кран за допомогою ходових коліс переміщується вперед уздовж ходової рами — на величину кроку, а опорний башмак опускається на землю.

Опорні поверхні крокуючих кранів можуть бути також виконані у вигляді центральної опорної плити і двох лиж. У цьому випадку переміщення крану здійснюється за допомогою кривошипно-шатунних механізмів, або гідравлічних домкратів, штоки яких прикріплені на шарнірах до опорного черевика.
Баштові крани, що встановлюються на автомобільному, пневмоколісному і гусеничному шасі виконані на основі самохідних кранів стрілового типу. Як робоче стрілове обладнання застосовуються пристрої у вигляді підйомної стріли або стріли балочного типу, з переміщуваним уздовж неї вантажним візком.

## Застосування

### Будівельні крани
Будівельні баштові крани загального призначення, застосовують в основному, при цивільному (сільському і міському), промисловому і гідротехнічному будівництві при монтажі будівель, споруд та технологічного обладнання, а також для подачі будівельних матеріалів.
Будівельні крани для висотного будівництва застосовуються для зведення багатоповерхових цивільних і промислових будівель і споруд великої висоти (до 150 м і більше).

### Суднобудівні і добудовні крани
Суднобудівні баштові крани забезпечують збірку корпусів на стапелях суднобудівних заводів та добудову їх після спуску на воду. Перші називаються стапельними, а другі — добудовчими.

### Спеціальні крани

#### «Кролл»
В енергетичному будівництві набули застосування крани «Кролл». Баштові крани випускаються двох типів: полусамохідні (за термінологією виготовлювача) і рейкові самохідні.

##### Полусамохідні

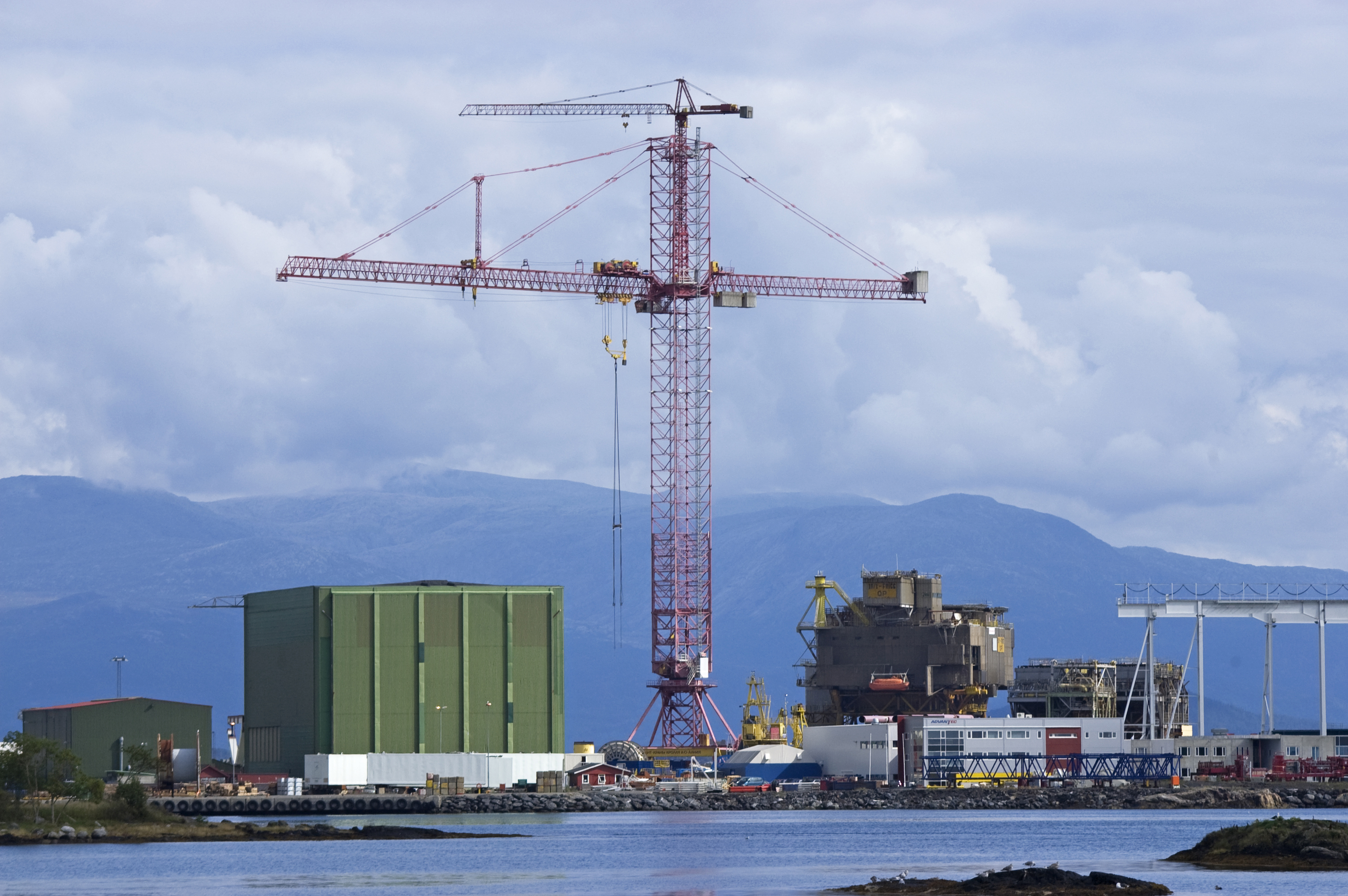
Кран «Кролл»

Представляють собою гратчасту металоконструкцію, башта якої встановлюється на низькому порталі. Портал крану має рамну конструкцію. Кран обладнаний стрілою гратчастого типу, яка шарнірно закріплена на башті. У робочому положенні кран стоїть на 4 гвинтових опорах, які стаціонарно закріплені на порталі.
Пересування такого крана здійснюється на задній колісній парі, яка закріплена на рамі порталу. При цьому спереду підставляється вузько розташована колісна пара з тяговою балкою, яка з'єднана з тяговим гаком буксирує транспортного засобу.

##### Рейкові самохідні
З усього сімейства випускаються кранів, на території Радянського Союзу застосовувався кран марки K-10000. Цей кран став найпотужнішим з усіх стрілових самохідних рейкових кранів і у монтажників іменувався просто «Кролл». Він був вперше поставлений в США в 1979 році на будівництво атомної електростанції. У СРСР К-10000 застосовувався в енергетичному будівництві — при зведенні атомних електростанцій.

### Крани-навантажувачі
Застосовуються для виконання вантажно-розвантажувальних і складських робіт з підйому і переміщенню будівельних виробів, конструкцій і вантажів на відкритих складах, полігонах будіндустрії, а також будівельних майданчиках. Конструктивно відрізняються від решти баштових кранів заниженою баштою. Стріла у кранів-навантажувачів — балочна, з вантажним візком.